# Fuck
Fuck ([fʌk]) is een krachtterm uit het Engels, die ook in Nederland en Vlaanderen is doorgedrongen in het informele taalgebruik. In Angelsaksische, en in iets mindere mate in de Nederlandstalige gebieden wordt het als een vulgaire krachtterm beschouwd.

## Herkomst
Het Engelse werkwoord to fuck ("neuken") staat aan de basis van deze krachtterm. De term als zodanig heeft echter de letterlijke betekenis van het werkwoord verloren, en staat op zichzelf als uiting van woede, irritatie, soms ook juist een positieve emotie (verrukking) of verbazing. Soms betekent fuck (in combinatie met geen) ook zoveel als "iets onbetekends", zodat geen fuck betekent "zelfs geen kleinigheid", "helemaal niets" (Er is geen fuck te doen hier). Het gebruik van het woord gaat niet altijd met emotie gepaard, het gebeurt ook wel achteloos.

## Aanverwante vormen in het Engels en Nederlands
Het bijvoeglijk naamwoord fucking (als in "fucking hell") is direct afgeleid van de krachtterm fuck. Ook deze vorm wordt in het Nederlands gebruikt (het wordt soms verbasterd tot "fokking", mogelijk omdat de klank /ʌ/ in het Nederlands niet bestaat), zoals in die fucking-politiek. Een andere afgeleide is de combinatie fuck off. Deze uitdrukking wordt gebruikt om mensen mee weg te sturen, en betekent zoveel als "rot op". In Engelstalige literatuur wordt het woord effing of f-ing wel gebruikt om het woord zelf niet te hoeven schrijven. Ook op internetforums waar wordt gecontroleerd op schuttingwoorden wordt van deze afleidingen gebruikgemaakt. Dit is dan een vorm van zelfcensuur.
In de Verenigde Staten wordt  fuck beschouwd als een van de ergste taboewoorden. Daarom noemen veel mensen het hier ook wel eufemistisch The F Word. Het Oxford English Dictionary meldt dat het woord veel wordt gebruikt, maar in het algemeen wordt beschouwd als het "agressiefste woord dat het Engels kent".
Zowel fuck als fuck off zijn opgenomen in de Van Dale. Fuck en varianten of afgeleiden zijn echter niet opgenomen in de Woordenlijst Nederlandse Taal.

## Oudere etymologie
Volgens het woordenboek van Merriam-Webster is het woord fuck etymologisch gerelateerd aan het Nederlandse woord fokken en het Zweedse fokka (copuleren). Het is mogelijk dat al deze woorden uiteindelijk te herleiden zijn tot het Oudgermaanse "ficken" (hard slaan); de Shorter Oxford English Dictionary stelt echter dat dit etymologische verband niet is aangetoond. In het Duits refereert men aan geslachtsgemeenschap (vulgair) met het woord "ficken".

## Afrikaans
In het Afrikaans bestaat het woord "fok" (en de afleidingen "Wat de fok?" (What the fuck) en "fokken" (fucking) als in "Jan, jy is alweer fokken laat!" wel met de betekenis van "fuck(ing)"). Dit is aannemelijk omdat het Afrikaans veel invloeden van het Engels heeft. Beide talen behoren tot de officiële talen in Zuid-Afrika.

## Cultuur
Dit woord, met deze betekenis, komt onder andere voor in:
- Fuckparade, een cultureel-politieke demonstratie in Berlijn
- Fucking Åmål, een Zweedse film
- Read the fucking manual (RTFM)
- What the fuck (WTF)
- Awesome as Fuck, een album van Green Day
- Fuck You, een lied van Lily Allen
- F**k You!, een lied van Cee Lo Green
- F**kin' Perfect, een lied van P!nk
- I wanna fuck you, een lied van Van Kooten en De Bie
- IDGAF (I Don't Give a Fuck), een lied van Dua Lipa

## Varia
Fugging (voorheen Fucking), de voormalige naam van een Oostenrijks dorpje, heeft niets te maken met de Engelse krachtterm.